# داغنس نيهتر
داغنس نيهتر هي جريدة يومية سويدية تأسست عام 1864 من قبل رودلف وول، وتعتبر من أشهر الصحف في السويد.